# Euphrasia nepalensis
Euphrasia nepalensis är en snyltrotsväxtart som beskrevs av Herbert William Pugsley. Euphrasia nepalensis ingår i släktet ögontröster, och familjen snyltrotsväxter. Inga underarter finns listade i Catalogue of Life.